# Árva
Árva (internationaler englischsprachiger Titel Orphan, beides für „Waise“) ist ein Filmdrama von László Nemes. Die Koproduktion von Ungarn, Frankreich, Deutschland und dem Vereinigten Königreich spielt nach dem Zweiten Weltkrieg und nach dem Volksaufstand von 1956 in Ungarn. Der Film soll Ende August 2025 bei den Internationalen Filmfestspielen von Venedig seine Premiere feiern, wo er im Hauptwettbewerb um den Goldenen Löwen gezeigt wird. Ende Oktober 2025 soll er in die ungarischen Kinos kommen.

## Handlung
Der kleine Andor wurde nach dem ungarischen Volksaufstand von 1956 von seiner Mutter Klára mit der Erzählung eines idealisierten toten Vaters aufgezogen. Nun lebt Andor im Nachkriegsungarn in einem Waisenhaus. Als er nach vier Jahren wieder von seiner Mutter aufgenommen wird, verbringen die beiden eine glückliche Zeit in Budapest, auch wenn sie den Verlust des Vaters in den Todeslagern der Nazis betrauern.
Alles ändert sich, als ein brutaler Mann namens Berend auftaucht, der behauptet, Andors Vater zu sein. Der 12-Jährige erfährt hierdurch, wie es während des Krieges wirklich zu seiner Zeugung kam. Der Mann zieht bei ihnen ein. Als die Kluft zwischen Mutter und Sohn immer tiefer wird, beschließt Andor, seine Familie um jeden Preis vor dem Mann zu retten.

## Produktion

### Filmstab, Filmförderung und Besetzung

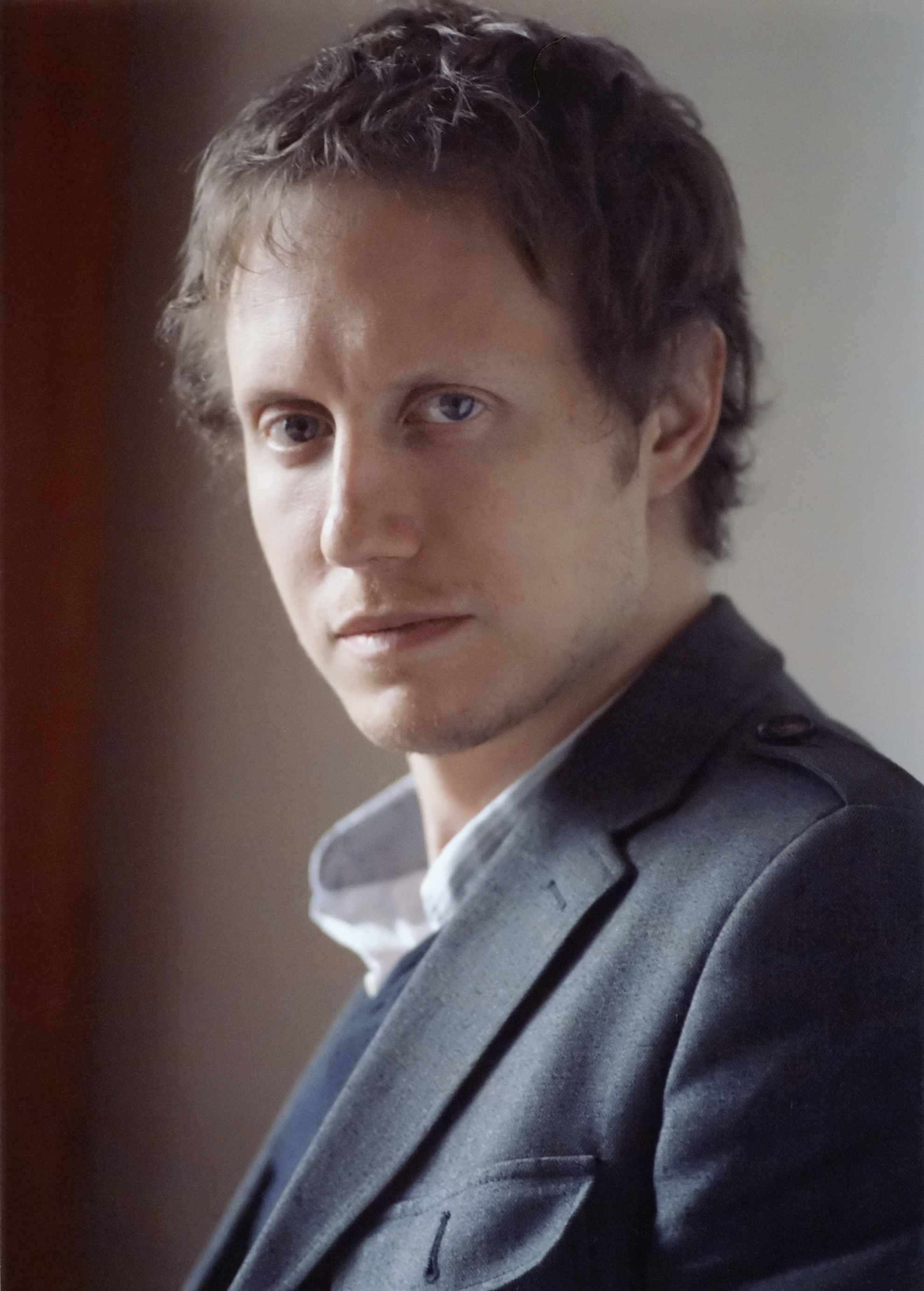
Regisseur László Nemes

Regie führte László Nemes, der gemeinsam mit Clara Royer auch das Drehbuch schrieb. Der Film ist von Nemes' eigener Familiengeschichte inspiriert, der als Sohn des ungarischen Filmregisseurs András Jeles und der jüdisch-ungarischen Mutter Anikó Kiss in Budapest geboren wurde. Bei Árva handelt es sich nach Saul fia von 2015 und Sunset von 2018 um den dritten Spielfilm des ungarischen Regisseurs. Saul fia gewann 2016 als ungarischer Beitrag den Oscar als bester fremdsprachiger Film.
Der Film erhielt Förderungen vom Ungarischen Filminstitut, von ARTE Grand Accord, dem BFI Global Screen Fund und dem Centre national du cinéma et de l’image animée. Zudem erhielt er vom Medienboard Berlin-Brandenburg eine Produktionsförderung in Höhe von 200.000 Euro und in gleicher Höhe eine finanzielle Unterstützung von der Filmförderungsanstalt.
Die Hauptrolle besetzte Nemes mit Barabás Bojtorján. Er spielt den 12-jährigen Andor. Bojtorján wurde nach dem Vorsprechen von mehr als 10.000 Kindern in Ungarn, Siebenbürgen und Transkarpatien für die Rolle ausgewählt. "Schon bei den Vorsprechen war klar, dass er die Figur genau verstand und die Aufgaben instinktiv anging. Auch beim gemeinsamen Lesen des Drehbuchs waren wir von seiner Vorbereitung und Sensibilität überrascht", so der Regisseur über Bojtorján. Andrea Waskovics spielt Andors Mutter Klára, der Franzose Grégory Gadebois Berend, den Mann, der  eines Tages bei ihnen auftaucht und behauptet, sein Vater zu sein. Weitere Rollen wurden mit Marcin Czarnik und Newcomer Eliz Szabo besetzt. Das Casting der Haupt- und Nebendarsteller übernahm Éva Zabezsinszkij. Dieses dauerte viele Monate.

### Kostüme, Szenenbild und Dreharbeiten
Die Kostüme wurden von Andrea Flesch entworfen. Das Szenenbild gestaltete Márton Ágh.
Die Dreharbeiten fanden von Anfang Juni bis September 2024 in Nemes' Geburtsstadt Budapest und im 51 Kilometer nordöstlich gelegenen Hatvan statt und dauerten insgesamt 53 Tage. Der ungarische Kameramann Mátyás Erdély war bereits für die ersten beiden Filme von Nemes und zuletzt für die Filme Enemy und The Iron Claw tätig. Er drehte Árva auf 35-mm-Film. Der Arbeitstitel ist/war Orphan.

### Filmmusik, Marketing und Veröffentlichung
Die Filmmusik komponierten die Brüder Evgueni und Sacha Galperine, die in der Vergangenheit zumeist zusammenarbeiteten, zuletzt für Wenn der Herbst naht von François Ozon, Emmanuelle von Audrey Diwan und Kraven the Hunter von J. C. Chandor.
Erstes Bildmaterial wurde zum Ende der Dreharbeiten vorgestellt, weiteres Bildmaterial Mitte Februar 2025. Ende April 2025 erschien ein erster kurzer Trailer. In diesem ist der jugendliche Protagonist Andor während einer am 1. Mai 1957 stattfindenden Parade zu sehen. Im Mai 2025 stellten Charades und New Europe Film Sales, die den weltweiten Vertrieb übernahmen, Árva beim Marché du film vor. Die Premiere des Films ist am 28. August 2025 bei den Internationalen Filmfestspielen von Venedig geplant, wo er im Hauptwettbewerb um den Goldenen Löwen gezeigt wird. Im September 2025 wird der Film beim Toronto International Film Festival vorgestellt. Am 23. Oktober 2025 soll er in die ungarischen Kinos kommen.

## Auszeichnungen
Internationale Filmfestspiele von Venedig 2025
- Nominierung für den Goldenen Löwen